# 35. Armee (Japanisches Kaiserreich)
Die 35. Armee (jap. 第35軍, Dai-sanjūgo-gun) war von 1944 bis 1945 ein Großverband des Kaiserlich Japanischen Heeres. Ihr Tsūshōgō-Code (militärischer Tarnname) war Dauerhaft (尚, Shō).

## Geschichte
Nachdem 1943 und Anfang 1944 die Alliierten über die Salomonen und Neuguinea vorgestoßen waren drohten sie, als Nächstes auf den Philippinen zu landen und damit die japanischen Versorgungswege nach Indonesien, Südchina und Burma abzuschneiden. In Antizipation verstärkte das Daihon’ei die Truppen auf den Philippinen und wandelte die 14. Armee in die 14. Regionalarmee um. Die ursprünglich zwei Divisionen starke Armee schwoll auf 15 Division an. Um die Kommandostruktur zu verbessern stellte die 14. Regionalarmee am 26. Juli 1944 unter dem Kommando von Generalleutnant Suzuki Sōsaku die 35. Armee auf Cebu auf und unterstellte ihr die 16., 30., 100. und 102. Division. Während die 16. und 102. Division auf Leyte positioniert wurden, gingen die 30. und 100. Division auf Mindanao in Stellung.

### Leyte

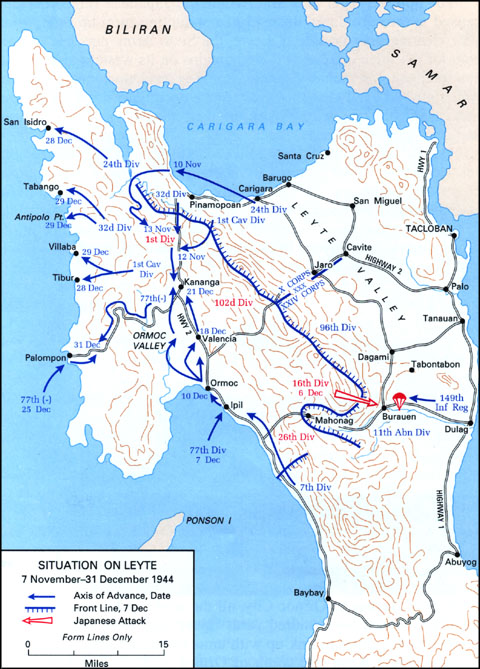
Kampfverlauf während der Schlacht um Leyte im Dezember 1944

Am 20. Oktober 1944 landeten Truppen der 6. US-Armee am südlichen Leyte Valley und leiteten damit die Schlacht um Leyte ein. Der 35. Armee, die inzwischen mit der 1. und 26. Division verstärkt worden war und auf Leyte 55.000 Mann stark war, standen über 200.000 Amerikaner gegenüber. Sie zog ihre Kräfte über die Berge in Zentral-Leyte in Richtung Ormoc zurück, da sie dort mit geringerem gegnerischen Panzereinsatz zu rechnen hatte. Zwischen 5. und 11. Dezember 1944 unterstützte sie während der Operation Wa das Luftlandeunternehmen namens Operation Te, das zum Ziel hatte, mehrere Flugplätze, die den amerikanischen Streitkräften während der Anfangsphase der Schlacht um Leyte in die Hände gefallen waren, wieder zurückzuerobern oder zu zerstören. Die Operationen endeten in einem Fehlschlag, da der angerichtete Schaden bereits nach zwei Tagen behoben war. Dabei fielen alle eingesetzten Fallschirmjäger. Die Überlebenden der Operation Wa zogen sich danach endgültig nach Ormoc bzw. den Westen Leytes zurück, wo alle japanischen Truppen bis Ende Dezember 1944 vernichtet wurden.

### Mindanao
Nach der Eroberung Leytes wandte sich General MacArthur mit der 6. Armee nordwärts Richtung Luzon, während am 12. Dezember 1944 die 8. US-Armee unter Generalleutnant Eichelberger auf Mindanao, der zweitgrößten Insel der Philippinen und südlich von Leyte gelegen, landete. Dort waren die 30. und 100. Division zur Verteidigung der Insel eingesetzt. Nachdem die amerikanischen Truppen im unverteidigten Westen Mindanaos gelandet waren stießen diese zügig ins Inselinnere vor und trennten die beiden japanischen Divisionen voneinander. Generalleutnant Morozumi Gyōsaku, der Kommandeur der 30. Division, befand sich mit seinen Truppen im Nordosten der Insel bei Surigao. Am 19. April 1945 fiel Morozumis Vorgesetzter, Generalleutnant Suzuki, sodass Morozumi zum Befehlshaber der 35. Armee ernannt wurde. Diese Ernennung ignorierte Morozumi jedoch, da er in seiner Situation keine Verbindung zu anderen Truppenteilen aufnehmen konnte. Mitte Mai 1945 war die 30. Division als Großverband zerschlagen und kleine Gruppen von Soldaten zogen sich in das zerklüftete Landesinnere zurück, wo sie bis August 1945 Widerstand leisteten und sich nach der Kapitulation Japans ergaben.
Im Süden Mindanaos war die 100. Division positioniert, die unter dem Ansturm von zwei amerikanischen Divisionen (24th und 31st Infantry Division) kollabierte. Sie musste in der Schlacht um Davao City innerhalb weniger Tage 4500 Mann an Verlusten hinnehmen. Die amerikanischen Verbänden drängten nach und konnten bis Mai 1945 die 30. Division als Großverband ausschalten. Kleine Gruppen von Überlebenden zogen sich in das Landesinnere der Insel zurück und ergaben sich nach der Kapitulation Japans im August 1945.

### Cebu
Nach dem Verlust von Leyte und Mindano verblieben der 35. Armee noch ca. 15.000 Mann auf Cebu, die sich hauptsächlich um Cebu City verschanzt hatten. Am 26. März begann die amerikanische Landung auf Cebu durch Einheiten der 8. US-Armee. Der überwältigenden quantitativen und qualitativen amerikanischen Überlegenheit konnten die Japaner nichts entgegensetzen und ca. 9000 Japaner fielen in den folgenden Kämpfen. Der Rest zog sich in den Dschungel und die Berge zurück.
Am 19. August 1945 kapitulierte die 35. Armee, vertreten durch den ranghöchsten überlebenden Offizier, Generalleutnant Kataoka Tadasu.

## Oberbefehlshaber

### Kommandeur
|    | Name                          | Von           | Bis            |
| -- | ----------------------------- | ------------- | -------------- |
| 1. | Generalleutnant Suzuki Sōsaku | 28. Juli 1944 | September 1945 |

### Stabschefs
|    | Name                                | Von               | Bis               |
| -- | ----------------------------------- | ----------------- | ----------------- |
| 1. | Generalmajor Tomochika Yoshiharu    | 28. Juli 1944     | 14. November 1944 |
| 2. | Generalleutnant Wachi Takaji        | 14. November 1944 | 20. Februar 1945  |
| 3. | Generalleutnant Tomochika Yoshiharu | 20. Februar 1945  | 19. April 1945    |

## Untergeordnete Einheiten

### Juli 1944
Am 26. Juli 1944 wurde die 35. Armee wie folgt aufgestellt:
- 35. Armee-Stab
- 16. Division
- 30. Division
- 100. Division
- 102. Division
- 54. Selbstständige Gemischte Brigade
- Weitere kleinere Einheiten

### Oktober 1944
Im Oktober 1944 wurde die 35. Armee verstärkt und bestand aus folgenden Einheiten:
- 35. Armee-Stab
- 1. Division
- 16. Division
- 26. Division
- 30. Division
- 100. Division
- 102. Division
- 55. Selbstständige Gemischte Brigade
- Weitere kleinere Einheiten